# Chorlton-cum-Hardy
Koordinaten: 53° 27′ N, 2° 16′ W

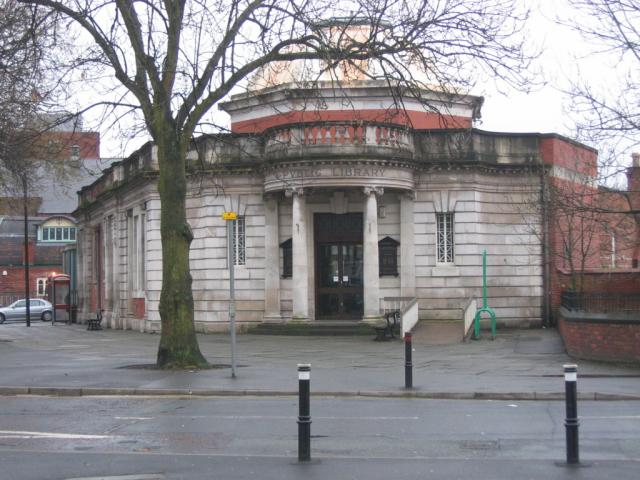
Die Bibliothek

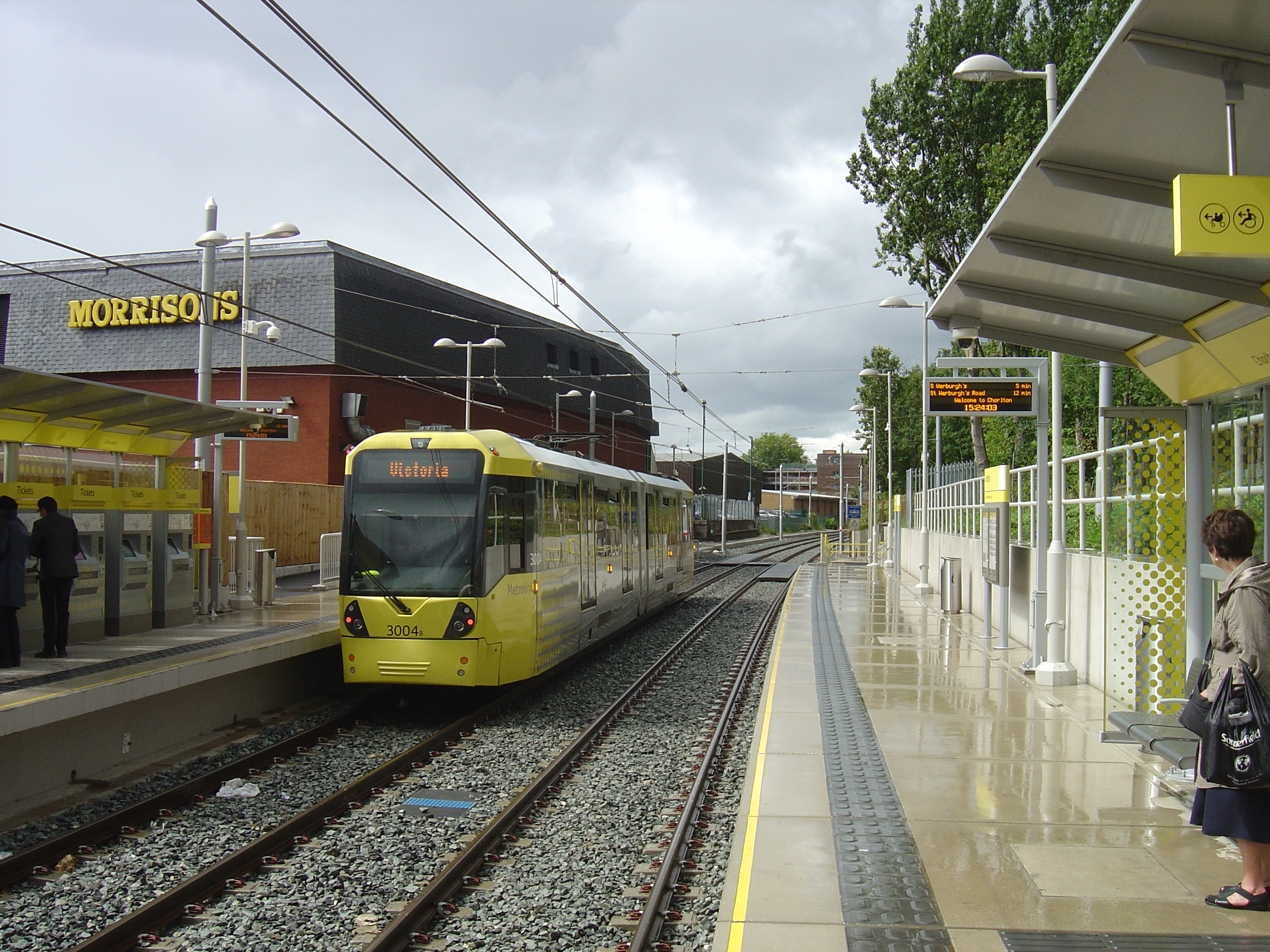
Chorlton Metrolink Station

Chorlton-cum-Hardy ist ein Stadtteil der Stadt Manchester in England. Umgangssprachlich wird nur von Chorlton gesprochen. Der Stadtteil darf nicht mit Chorlton-on-Medlock, einem anderen Stadtteil von Manchester, verwechselt werden.
Chorlton-cum-Hardy war bis in das Mittelalter kaum besiedelt, da das Gebiet sehr sumpfig war. Erst dann begann mit der Trockenlegung des Landes die Bevölkerung zu wachsen. Noch im 19. Jahrhundert war der Ort wegen seines ländlichen Charakters beim gehobenen Bürgertum Manchesters beliebt. Der Namensteil „cum-Hardy“ war ein Zusatz, der den Ort seit jener Zeit von Chorlton-on-Medlock unterscheiden soll.
Chorlton-cum-Hardy war ein Ort an der südlichen Grenze Lancashires zu Cheshire. 1904 wurde der Ort ein Teil der Stadt Manchester.
Der Bahnhof von Chorlton-cum-Hardy wurde am 1. Januar 1880 eröffnet und wurde am 2. Januar 1967 durch die als Beeching-Axt genannte Maßnahme geschlossen. Das Gesangsduo Flanders and Swann erwähnten den Bahnhof in ihrem Lied Slow Train, in dem sie die Schließung vieler Bahnhöfe beklagen. Die Station wurde am 7. Juli 2011 als Manchester Metrolink Station wieder für den Öffentlichen Personennahverkehr in Betrieb genommen.
Die als Bee Gees bekannten Brüder Gibb wohnten mit ihrer Familie vor ihrer Auswanderung nach Australien 1958 für 8 Jahre in Chorlton-cum-Hardy (51 Keppel Road).

## Söhne und Töchter der Stadt
- Joe Ridgway (1873–1930), Fußballspieler
- Norman Whitley (1883–1957), Lacrossespieler und Jurist
- Percy Courtman (1888–1917), Schwimmer
- Edward Smouha (1909–1992), Sprinter
- John Besford (1911–1993), Schwimmer
- Robert Abel (1912–1986), Fußballspieler
- Anthony Powell (1935–2021), Kostümbildner
- Matthew Williamson (* 1971), Modeschöpfer